# Mitoura discoidalis
Mitoura discoidalis är en fjärilsart som beskrevs av Henry Skinner 1897. Mitoura discoidalis ingår i släktet Mitoura och familjen juvelvingar. Inga underarter finns listade i Catalogue of Life.